# Kids in Glass Houses
I Kids in Glass Houses sono stati una band power pop/rock proveniente dalle valli circondanti Cardiff, la capitale del Galles, nel Regno Unito. Vantano influenze che vanno dal classic pop di The Police, Michael Jackson, Prince e The Beach Boys al British rock di Stereophonics, Blur e Pulp allo stile hardcore/punk di Glassjaw, Refused e The Movielife.

## Concerti e premi
Durante la fine del 2006 e l'inizio del 2007, il quintetto ha avuto una serie di show come supporter, suonando accanto a Lostprophets, Cute Is What We Aim For, Thirty Seconds to Mars, Hundred Reasons, Manic Street Preachers e Goo Goo Dolls. Nei primi show, la band ha diviso il palco anche con gruppi del calibro di Funeral for a Friend e The Used al Taste of Chaos 2005 UK tour a Cardiff. Hanno anche supportato i Funeral for a Friend nel loro 2007 December tour.
La band è apparsa anche in vari festival: Give It A Name Festival, The Full Ponty Festival, Download Festival, Hyde Park Calling, Summer Breeze Festival, Collision Course Festival e Reading and Leeds Festivals (2007).
Il gruppo, nonostante sia senza etichetta, ha continuato a ricevere supporti dalle più popolari riviste musicali inglesi quali Kerrang!, NME, Big Cheese, Rocksound, Tuned e Total Guitar, così come da BBC Radio 1 e XFM,
Nell'Agosto 2007 la band è stata nominata come Migliore Band Britannica Emergente (Best British Newcomer) ai Kerrang! Awards, categoria vinta però dai Gallows. Durante la corsa agli awards, la band ha suonato uno show speciale per Kerrang!, intitolato The Day Of Rock, dentro il Virgin Megastores di Londra in Oxford Street, insieme a Enter Shikari, Fightstar, The Answer e Turisas.
Il gruppo nell'Ottobre 2007 annunciò un tour della Gran Bretagna da headliner, di 16 date, supportato dai loro amici londinesi Tonight Is Goodbye e amici dei gruppi che si sono susseguiti nel tour, Saidmike e The New 1920. In seguito, come già citato, sono stati chiamati a supportare i loro connazionali Funeral for a Friend nel loro December UK tour.
Tra i tour di ottobre e dicembre, la band ha registrato il proprio album di debutto presso i Long Wave Studios di Cardiff.
Sono stati messi sotto contratto dalla Roadrunner Records l'8 dicembre 2007, poco prima di fare da sostenitore ai Funeral For A Friend.
Il gruppo farà uscire "Easy Tiger" come prossimo singolo. Il loro cd di debutto, provvisoriamente intitolato ‘Smart/Casual' uscirà in Gran Bretagna questa primavera.

## Formazione
- Aled Phillips - voce
- Joel Fisher - chitarra ritmica
- Iain Mahanty - chitarra solista
- Andrew Shay - basso
- Phil Jenkins - batteria

## Discografia
Album in studio
- 2008 - Smart/Casual
- 2010 - Dirt
- 2011 - In Gold Blood
- 2013 - Peace

Singoli
- 2007 - Me Me Me
- 2008 - Easy Tiger

Demo
- 2004 - The Things Bricks Say (When Your Back Is Turned)
- 2005 - Trust Issues With Magicians
- 2006 - E-Pocalypse!